# Thoas (Satrap)
Thoas (altgriechisch Θόας; † 325 v. Chr.), Sohn des Mandrodoros aus Magnesia am Mäander, war ein Offizier und Statthalter Alexanders des Großen.
Thoas wird erstmals 326 v. Chr. als einer der Trierarchen der Indusflotte genannt. Während des Marsches durch die gedrosische Wüste 325 v. Chr. kundschaftete er Landungspunkte und Wasserstellen für die Flotte des Nearchos aus. Dabei wurde er von Alexander zum Satrap der Provinz Gedrosien ernannt, nachdem der Amtsvorgänger Apollophanes im Kampf gegen die rebellierenden Oreiten gefallen war. Allerdings starb Thoas noch im selben Jahr nach einer Krankheit. Er wurde durch Sibyrtios ersetzt.